# Necao II
Uahemibra Nekau, también llamado Necao II, fue un faraón de la dinastía XXVI que gobernó en el antiguo Egipto de 610 a 595 a. C.
Necao II llevó a cabo una serie de proyectos de construcción en todo su reino. Según el historiador griego Heródoto, Necao II envió una expedición de marineros fenicios, que en tres años navegó desde el Mar Rojo alrededor de África hasta el Estrecho de Gibraltar y de regreso a Egipto. Su hijo Psamético II, tras la sucesión puedo haber eliminado el nombre de Necao de los monumentos.
Necao jugó un papel importante en las historias del Imperio neoasirio, el Imperio neobabilónico y el Reino de Judá. Es muy probable que Necao II sea el faraón mencionado en varios libros de la Biblia. El objetivo de la segunda de las campañas de Necao era la conquista asiática, para contener el avance hacia el oeste del Imperio neobabilónico y cortar su ruta comercial a través del Éufrates. Sin embargo, los egipcios fueron derrotados por el ataque inesperado de los babilonios y finalmente fueron expulsados de Siria.

## Biografía

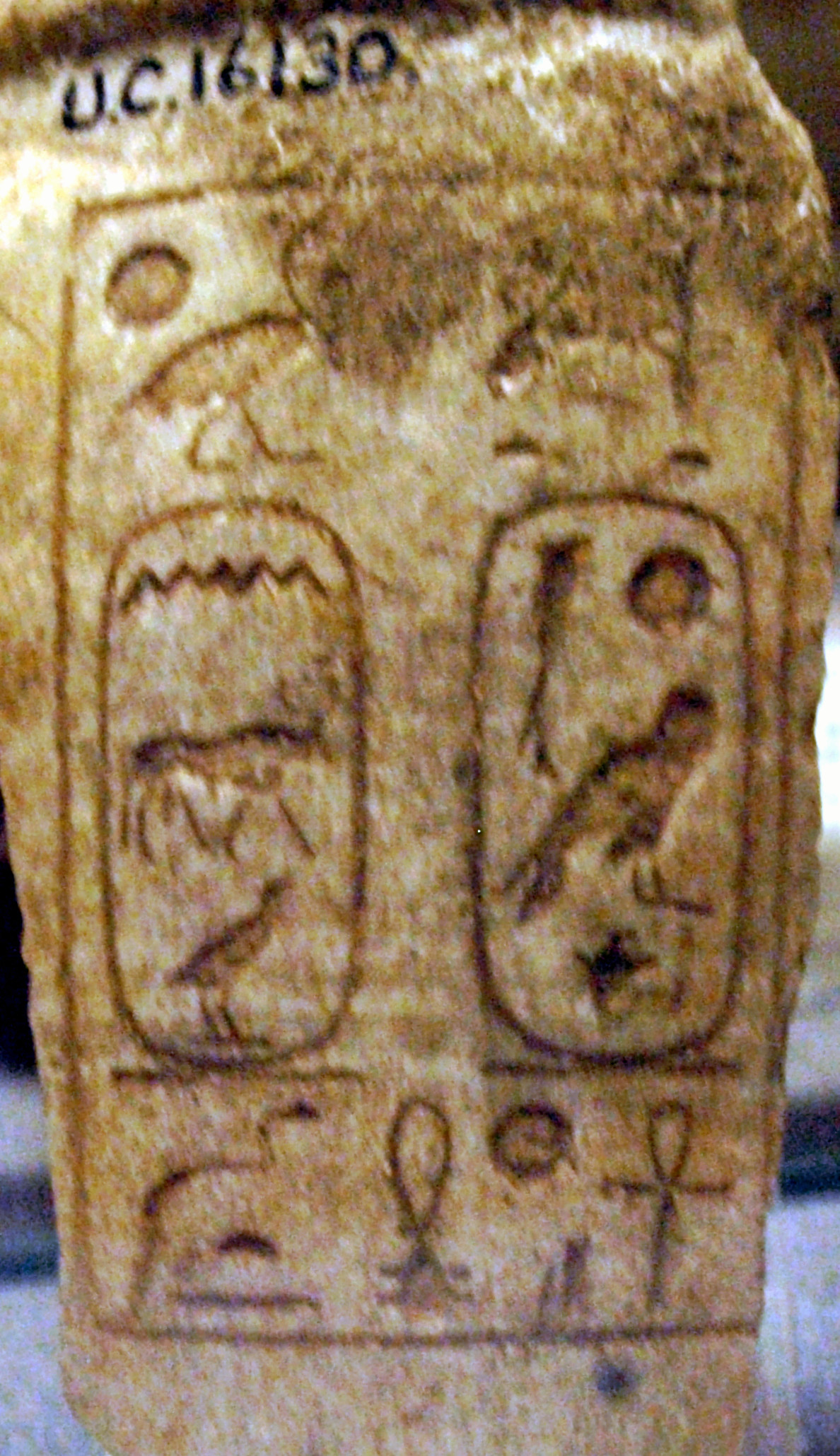
Fragmento de vasija con el nombre de Necao II (Uahemibra Nekau). Petrie Museum.

Necao era hijo de Psamético I y de Mehetenusejet. Su esposa fue Jedebarbenet, madre de Psamético II. 
Necao II apoyó a los asirios contra Babilonia. 
Después de ser derrotado por el ejército babilonio en la célebre batalla de Karkemish, en 605 a. C., el ejército de Necao se retiró a Egipto y solo la repentina muerte de Nabopolasar, el padre de Nabucodonosor II, salvó a Egipto de su ataque.
En 601 a. C. Necao repelió el ataque babilonio y según Heródoto, capturó Gaza al perseguir al enemigo. Esto aseguró a Egipto la posesión de las provincias fenicias del imperio neo-asirio, incluyendo parte de Israel.
Necao II muere en 595 a. C., sucediéndole en el trono su hijo, Psamético II.

## Proyectos ambiciosos
Durante su campaña en Siria, Necao inició, aunque nunca llegó a completarlo, el ambicioso proyecto de hacer un canal navegable desde el brazo oriental Pelusíaco del Nilo hasta el Mar Rojo. El Canal de Necao fue el primer precursor del Canal de Suez. En relación con esta nueva construcción, Necao fundó la ciudad de Per-Temu Tyeku ('La Casa de Atum de Tyeku') en el sitio ahora conocido como Tell el-Masjuta, a unos 15 km al oeste de Ismailia. Esta nueva vía fluvial estaría destinada a facilitar el comercio entre el Mediterráneo y el océano Índico. Esta vía fluvial, facilitada por los trabajos de Necao, sería finalizada posteriormente por Darío I. 
Necao II también formó una flota egipcia reclutando griegos jonios desplazados. Este hecho sin precedentes, dio un salto adelante en el pensar egipcio ya que la mayoritariamente, de forma tradicional, los egipcios habían mostrado incomodidad y temor por el mar. La marina que creó Necao operó a lo largo de las costas del Mediterráneo y del Mar Rojo. Necao II construyó buques de guerra, incluyendo probablemente trirremes.

## Expedición fenicia

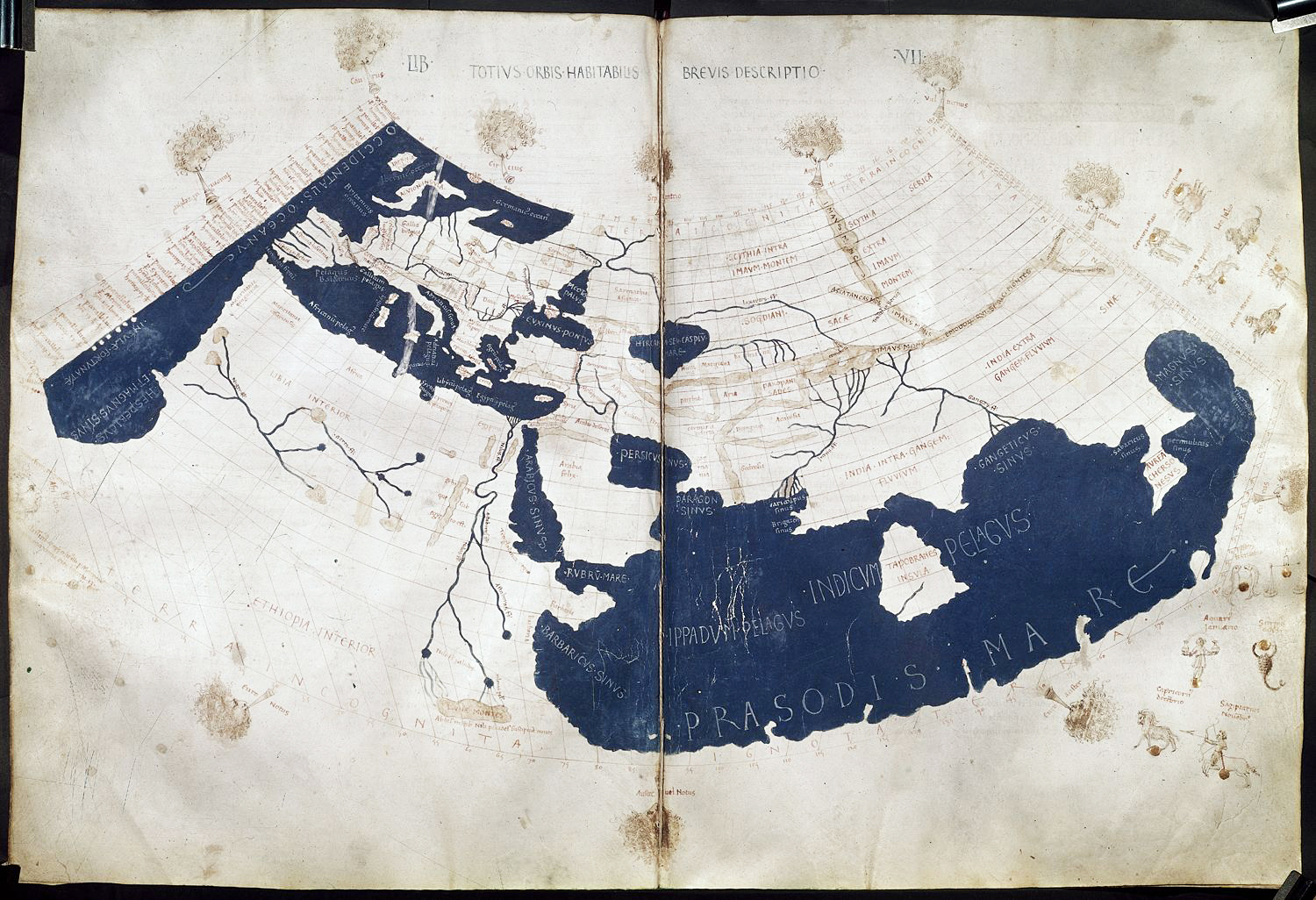
Representación del mapa del mundo de Ptolomeo del, reconstruido a partir de la Geographia de Ptolomeo (c. 150).

Entre 610 y 594 a. C., Necao envió una expedición marítima para circunnavegar el continente africano, que aunque estaba controlada por Egipto, los barcos y sus tripulaciones eran fenicios, los grandes dominadores de la navegación de la zona. En tres años navegaron desde el Mar Rojo, circunvalando África, hasta la desembocadura del Nilo.
La creencia en el relato de Heródoto, transmitida por tradición oral, se debe principalmente a la aceptación de que fuese real ya que los fenicios navegaban hacia Occidente por el extremo sur de Libia y tenían el sol a su derecha, hacia el norte de ellos. En la época de Heródoto, es difícil pensar que se supiese que África estaba rodeada por un océano (con la parte sur de África conectada con Asia.) Plinio también lo creía, mientras que Estrabón, Polibio y Ptolomeo dudaban de la descripción. Con diferentes controversias de los estudiosos, el egiptólogo Alan B. Lloyd piensa que un faraón egipcio sólo autorizaría una expedición de tal calibre pensando en una conquista asiática o por el beneficio que pudiera aportar el comercio por ruta marítima.

## Testimonios de su época
- Añadidos al templo de Neit en Sais (Arnold)
- Bloques en Terenutis (Tarraneh) (Arnold)
- Estela encontrada en Elefantina (Junge)
- Fragmento de vasija UC16130 y ushebti de Menfis UC38081 (Museo Petrie)
- Ushebti de su esposa Jedebarbenet, de Sais (?) (Museo Petrie)
- La Biblia, Antiguo Testamento, Libro de los Reyes capítulo 23 versículos 29 al 35.

## Narrativa bíblica
Como consecuencia de una expedición mandada personalmente por Necao II en 608 a. C., Josías, el rey de Judá se interpone en el camino de los egipcios que iban a apoyar a asiria, fue derrotado y muerto en Megido. En su lugar fue designado rey su hijo Joacaz, pero solo duraría tres meses pues Necao lo sustituyó por el primogénito Joaquim, restaurando así la supremacía egipcia sobre Israel.
Algunos eruditos consideran que el relato de Crónicas sobre la muerte de Josías, no es confiable, ya que estaría basado en la descripción de la muerte de un rey diferente, Ajab, y cumple con la agenda religiosa del cronista de atribuir la muerte de un rey justo a algún tipo de pecado.
En esta línea, algunos investigadores han concluido que lo que ocurrió realmente fue que Necao lo convocó como vasallo, lo investigó y lo decapitó por evadir el tributo correcto a Egipto. El texto religioso apunta que la muerte del rey fue porque este se negó a escuchar al profeta Jeremías, pensando que ninguna espada atravesaría Judá, esto según el Libro de Jeremías.

## Titulatura
| Titulatura | Jeroglífico | Transliteración (transcripción) - traducción - (referencias) |

| G5 |

| G5 |

| S32 · ib |

| S32 · ib |

| S32 · ib |

| S32 · ib |

| G5 |

| G5 |

| S32 · ib |

| S32 · ib |

| S32 · ib |

| S32 · ib |

| G16 |

| G16 |

|  |

| G16 |

| G16 |

|  |

| G8 |

| G8 |

|  |

| G8 |

| G8 |

|  |

| N5 | F25 | m | ib |

| N5 | F25 | m | ib |

| N5 | F25 | m | ib |

| N5 | F25 | m | ib |

| N5 | F25 | m | ib |

| N5 | F25 | m | ib |

| N5 | F25 | m | ib |

| N5 | F25 | m | ib |

| N5 | F25 | m | ib |

| N5 | F25 | m | ib |

| N5 | F25 | m | ib |

| N5 | F25 | m | ib |

| N5 | F25 | m | ib |

| N5 | F25 | m | ib |

| N5 | F25 | m | ib |

| N5 | F25 | m | ib |

| N5 | F25 | ib |

| N5 | F25 | ib |

| N5 | F25 | ib |

| N5 | F25 | ib |

| N5 | F25 | ib |

| N5 | F25 | ib |

| N5 | F25 | ib |

| N5 | F25 | ib |

| N5 | F25 | ib |

| N5 | F25 | ib |

| N5 | F25 | ib |

| N5 | F25 | ib |

| N5 | F25 | ib |

| N5 | F25 | ib |

| N5 | F25 | ib |

| N5 | F25 | ib |

| n · D28 | G43 |

| n · D28 | G43 |

| n · D28 | G43 |

| n · D28 | G43 |

| n · D28 | G43 |

| n · D28 | G43 |

| n · D28 | G43 |

| n · D28 | G43 |

| n · D28 | G43 |

| n · D28 | G43 |

| n · D28 | G43 |

| n · D28 | G43 |

| n · D28 | G43 |

| n · D28 | G43 |

| n · D28 | G43 |

| n · D28 | G43 |

| n · E1 | G43 |

| n · E1 | G43 |

| n · E1 | G43 |

| n · E1 | G43 |

| n · E1 | G43 |

| n · E1 | G43 |

| n · E1 | G43 |

| n · E1 | G43 |

| n · E1 | G43 |

| n · E1 | G43 |

| n · E1 | G43 |

| n · E1 | G43 |

| n · E1 | G43 |

| n · E1 | G43 |

| n · E1 | G43 |

| n · E1 | G43 |

## Eponimia
- El cráter lunar Necho lleva este nombre en su memoria.[26]